# إقليم كيغوما
إقليم كيغوما (بالسواحلية: Mkoa wa Kigoma)‏ هو إقليم إداري في تنزانيا. العاصمة الإقليمية هي مدينة كيغوما. يقع إقليم كيغوما على حدود إقليم كاجيرا، وإقليم جيتا، وإقليم كاتافي، وإقليم تابورا، وجمهورية الكونغو الديمقراطية، وبوروندي
وفقًا للتعداد الوطني لعام 2012، كان عدد سكان الإقليم 2 127 930 نسمة، وهو أعلى من توقعات ما قبل التعداد البالغة 1 971 332. :الصفحة 2 في الفترة 2002-2012، كان متوسط معدل النمو السكاني السنوي في الإقليم البالغ 2.4 في المائة مقيدًا بالرابع عشر الأعلى في البلاد. :الصفحة 4 كان أيضًا الإقليم السادس عشر حسب الكثافة السكانية حيث تبلغ كثافته 57 شخصًا لكل كيلومتر مربع. :الصفحة 6 بمساحة 45 066 كم2، الإقليم أصغر قليلاً من إستونيا (45 227 كم2).

## جغرافية

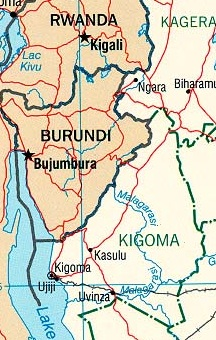
يظهر معظم إقليم كيغوما نهر مالاغاراسي.

يقع إقليم كيغوما في الركن الشمالي الغربي من تنزانيا، على الشاطئ الشرقي لبحيرة تنجانيقا. يقع الإقليم حوالي 5 درجات جنوبًا و30 درجة شرقًا من غرينتش. يحد الإقليم من الشمال كل من بوروندي وإقليم كاجيرا. يحده من الشرق إقليمي غيتا وتابورا، ومن الجنوب إقليم كاتافي، ومن الغرب بحيرة تنجانيقا التي تشكل حدودًا مع جمهورية الكونغو الديمقراطية.
تبلغ المساحة الإجمالية للإقليم 45 066 كم2،  منها 37 037 كم2 يابسة و8 029 كم2 المياه. تبلغ المساحة الإجمالية للإقليم 161 كم2 أقل من إستونيا. اعتبارا من 1998، ما يقرب 20 000 كم2 من الغابات و12 000 كم2 كانت مناسبة للرعي أو الزراعة.
يقع إقليم كيغوما على هضبة تنحدر من الشمال الشرقي على ارتفاع حوالي 1,750 متر (5,740 قدم) نزولاً إلى 800 متر (2,600 قدم) على شاطئ بحيرة تنجانيقا. إن التضاريس في الشمال والشرق عبارة عن تلال تتدحرج بلطف وتصبح أكثر انحدارًا تدريجيًا مع اقترابها من حافة خسف ألبرتين. أهم نهر هو نهر مالاجاراسي ‏، حيث يعتبر نهرا لويش وروشيغي هما النهرين الرئيسيين الآخرين اللذين يجمعان مياه الإقليم.

## معرض الصور

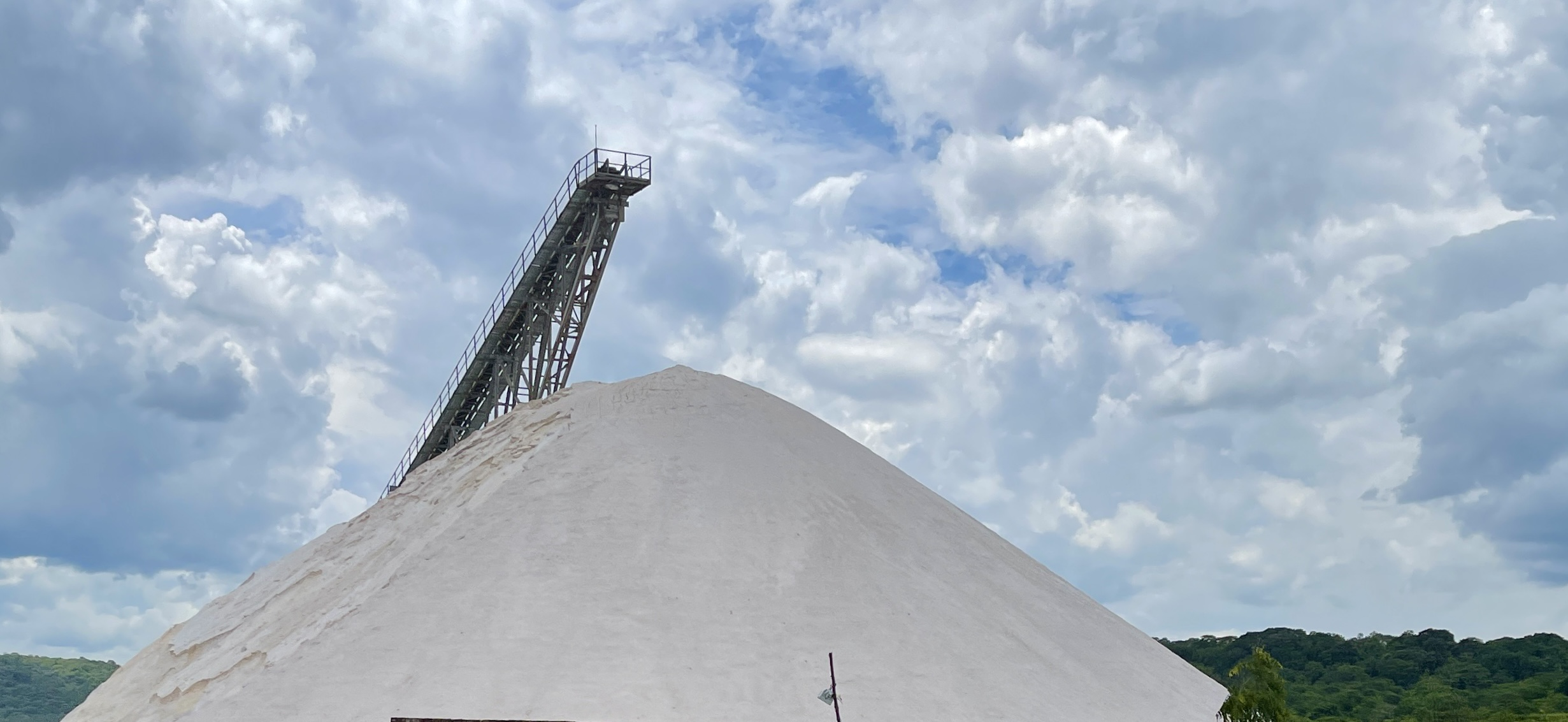
استخراج ملح يوفينزا في ولاية يوفينزا.
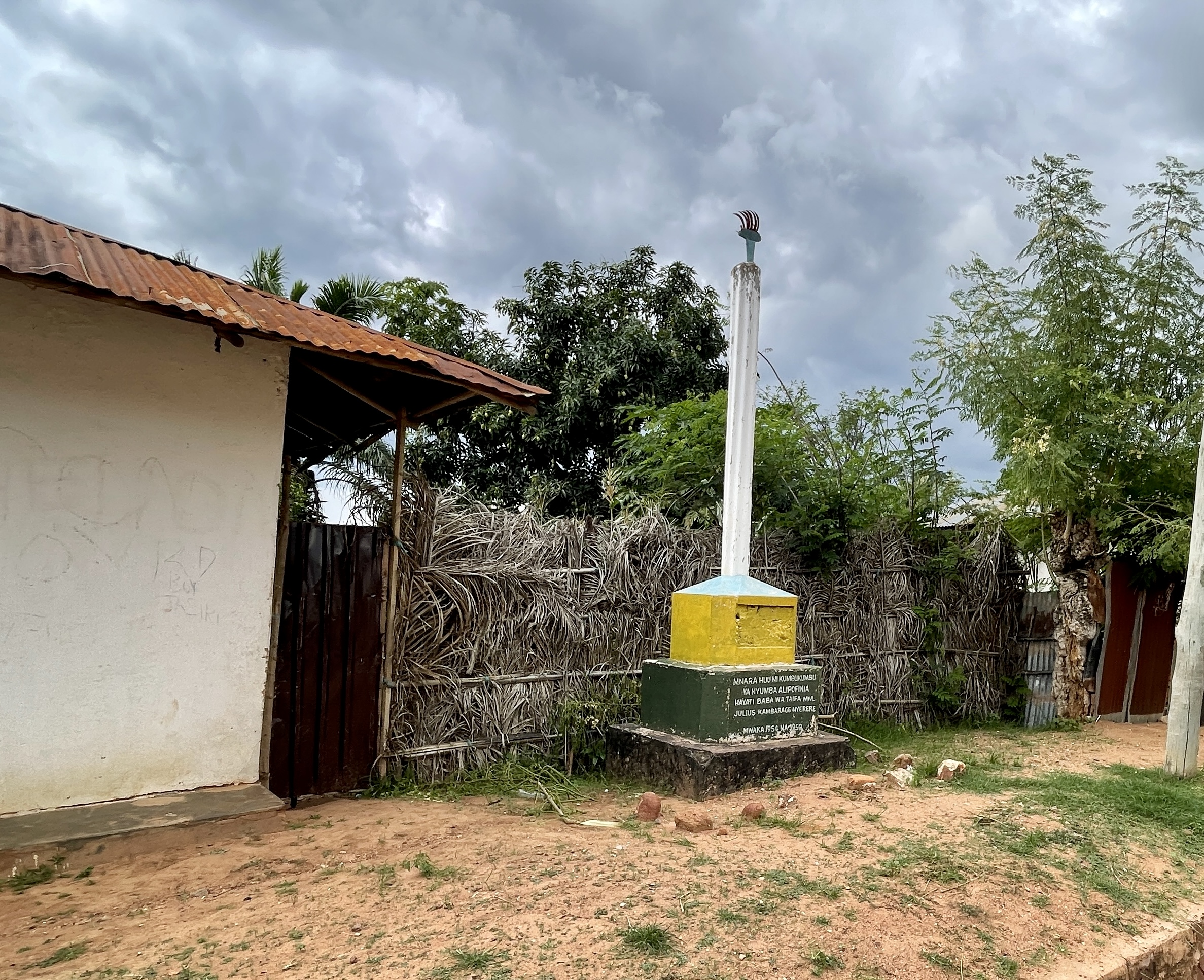
علامة منزل نيريري في كيتونجوني.
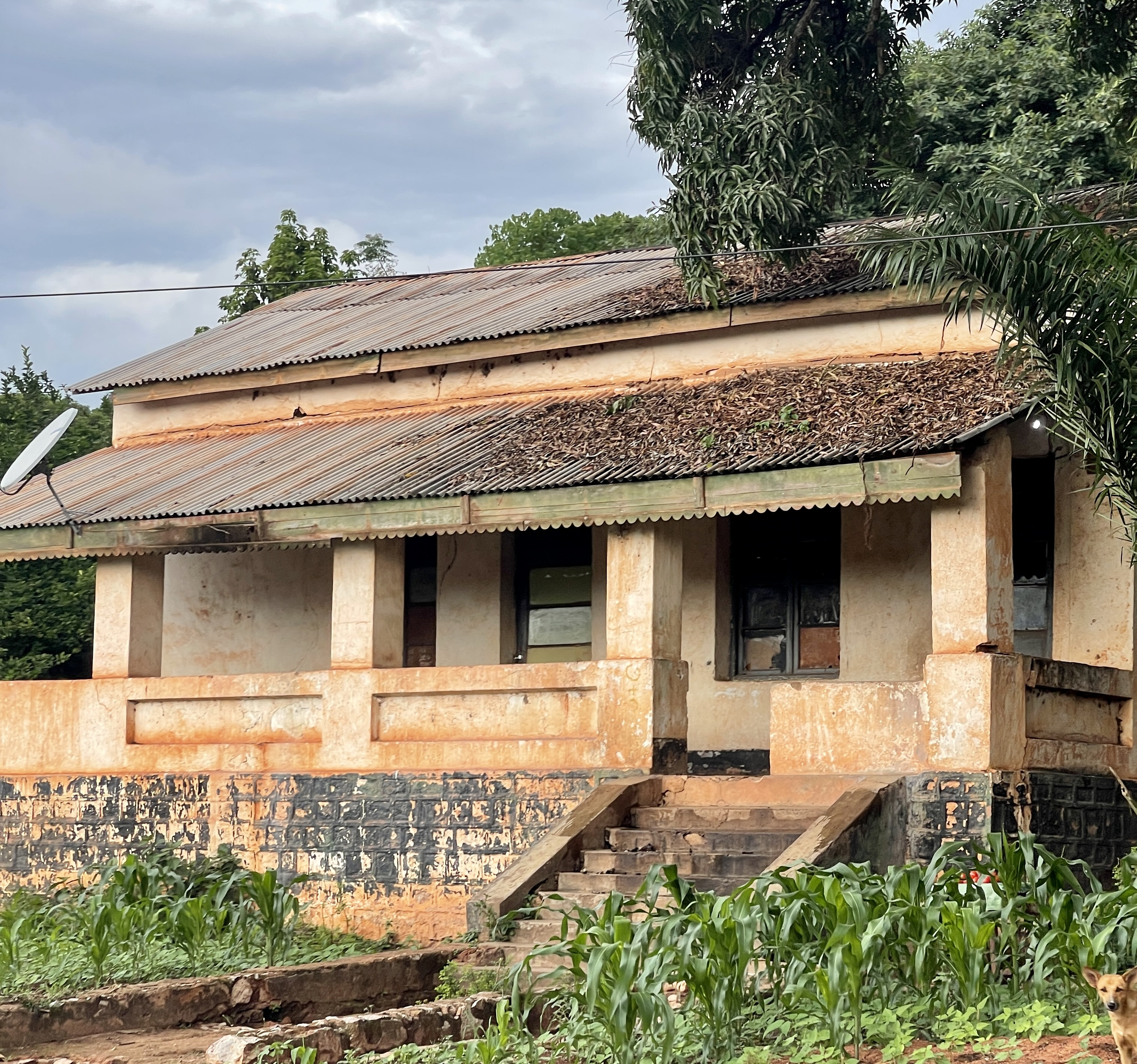
منزل سواحلي في كيغوما.
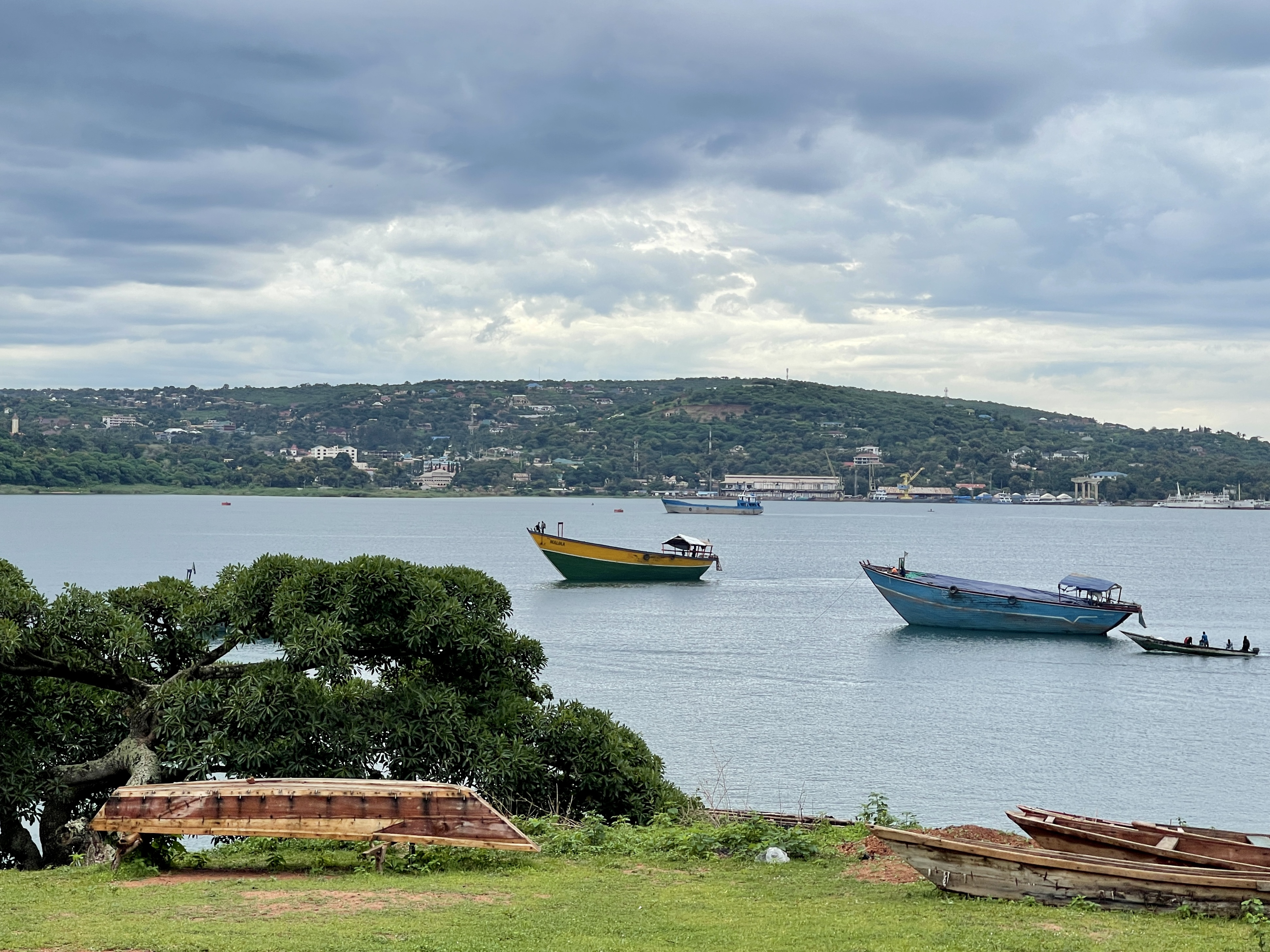
ميناء كيغوما من Kibirizi
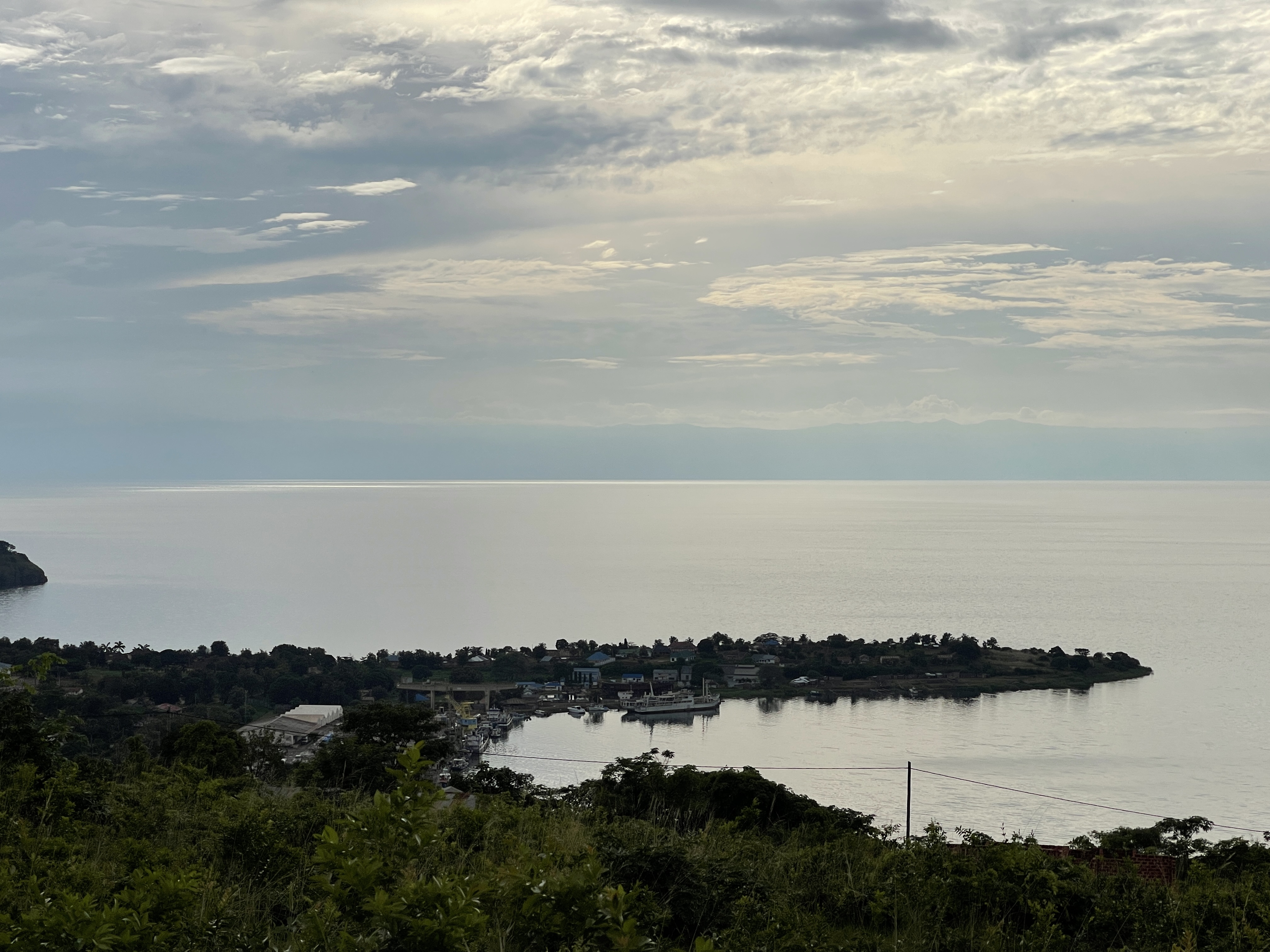
بحيرة تنجانيقا منظر من كيغوما وارد

## تاريخ

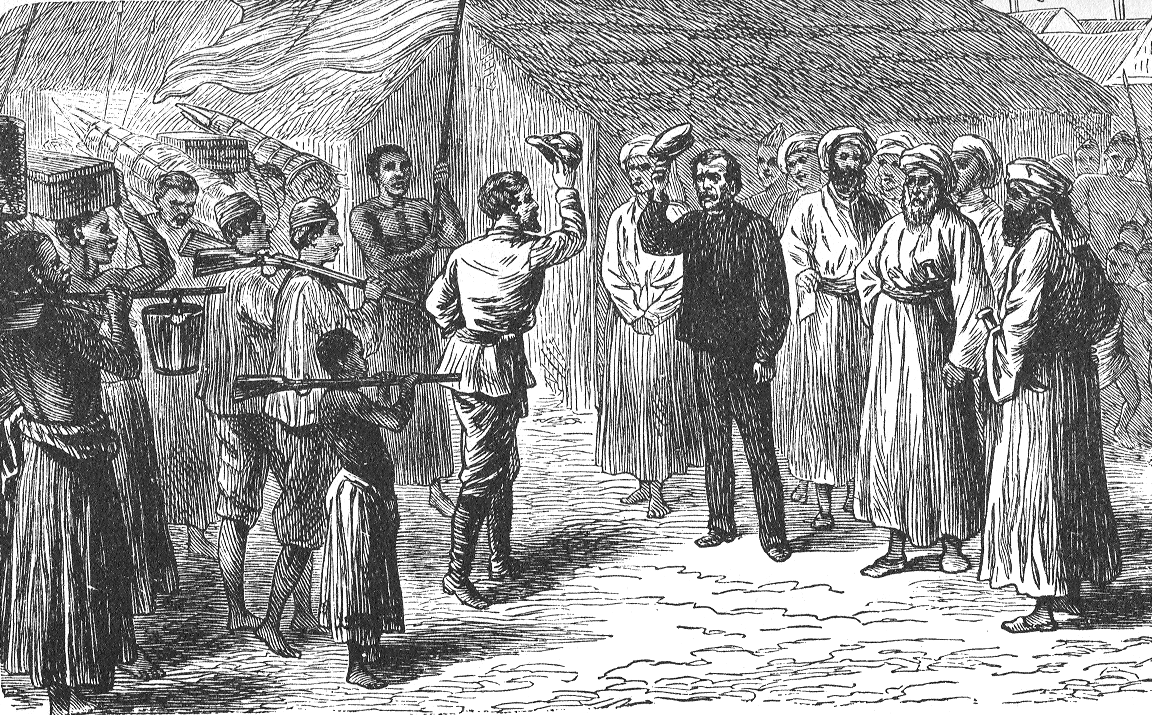
لقاء ستانلي وليفينغستون

في أفريقيا ما قبل الاستعمار ، كانت الإقليم مصدرًا للعاج والعبيد. كانت تابورا وأوجيجي ‏ مناطق انطلاق عربية للشحنات إلى الساحل. وقد زاره المستكشفون الأوروبيون الأوائل ريتشارد بيرتون وجون سبيك وديفيد ليفينجستون وهنري مورتون ستانلي. في الواقع، التقى ستانلي ليفنغستون في أوجيجي على ضفاف بحيرة تنجانيقا في 27 أكتوبر 1871. في الحقبة الاستعمارية، كانت يُعرف إقليم كيغوما بالإقليم الغربي وكانت عاصمته تابورا.

## التقسيمات الإدارية

### الولايات
إقليم كيغوما مقسمة إلى ست ولايات، يدير كل منها مجلس باستثناء كيغوما وكاسولو التي يدير كل منها مجلسان:
|                  | Buhigwe District | مجلس الولاية | 254,342 |
| Kakonko District | مجلس الولاية     | 167,555      |         |
| Kasulu District  | المجلس الريفي    | 425,794      |         |
|                  | المجلس الحضري    | 208,244      |         |
| Kibondo District | مجلس الولاية     | 261,331      |         |
| Kigoma District  | المجلس الريفي    | 211,566      |         |
|                  | المجلس الحضري    | 215,458      |         |
| Uvinza District  | مجلس الولاية     | 383,640      |         |
| Total            |                  | 2,127,930    |         |

## التركيبة السكانية
يبلغ عدد سكان إقليم كيغوما 2،127،930 نسمة.
شعب الها هم أكبر مجموعة عرقية تعيش هنا. المجموعات السكانية الرئيسية الأخرى هي وابيمبي و وامانيما وتونغوي وفينزا وسوكوما وهيا . يقيم ما يقرب من 150.000 لاجئ من بوروندي وما يقرب من 80.000 لاجئ من جمهورية الكونغو الديمقراطية في ثلاثة مخيمات للاجئين في إقليم كيغوما ، وهي Nyarugusu وMtendeli وNduta.

## روابط خارجية
- Official website